# Liste des ministres sud-africains des Forêts
Les ministres des forêts d'Afrique du Sud sont compétents pour tous les sujets relevant de la gestion du secteur forestier.
Le ministère des forêts est à l'origine un département du ministère de l'agriculture. Institutionnalisé à partir des années 1930 au côté du département ministériel de l’agriculture, il a souvent été associé par la suite aux départements ministériels des affaires foncières, des pêcheries,  de l'eau ou encore de l'environnement.
De 2009 à 2019, les départements des forêts, des pêches et de l'agriculture sont réunis sous la même tutelle ministérielle. En 2019, dans le second gouvernement Ramaphosa, le ministère des forêts est fusionné avec celui de l'Environnement. 
Le département ministériel des forêts est situé au 20 Steve Biko street (Beatrix Street), Arcadia, Pretoria.

## Liste des ministres sud-africains des forêts
Apparu dans l'intitulé ministériel en 1934 au côté de celui de l'agriculture, le département ministériel des forêts rejoint ceux des terres et de l'eau en 1949 avant de se constituer en ministère autonome en 1950. 
| #   | Nom du ministre             |  | Nom du Ministère                                                                                   | période            | parti |
| --- | --------------------------- |  | -------------------------------------------------------------------------------------------------- | ------------------ | ----- |
| 1.  | Jan Kemp                    |  | Ministre de l'agriculture et des forêts                                                            | 1933 - 1935        | NP    |
| 2.  | Deneys Reitz                |  | Ministre de l'agriculture et des forêts                                                            | 1935 - 1938        | UP    |
| 3.  | William Richard Collins     |  | Ministre de l'agriculture et des forêts                                                            | 1938 - 1943        | UP    |
| 4.  | Jacobus Gideon Nel Strauss  |  | Ministre de l'agriculture et des forêts                                                            | 1943-1948          | UP    |
| 5.  | Stephanus Petrus le Roux    |  | Ministre de l'agriculture et des forêts                                                            | 1948 - 1949        | NP    |
| 6.  | Johannes Strijdom           |  | Ministre des forêts, des terres et de l'eau                                                        | 1949 - 1950        | NP    |
| 7.  | Ben Schoeman                |  | Ministre des forêts                                                                                | 1950 - 1954        | NP    |
| 8.  | Johannes Hendrikus Viljoen  |  | Ministre des forêts                                                                                | 1954 - 1956        | NP    |
| 9.  | François Christiaan Erasmus |  | Ministre des forêts                                                                                | 1956 - 1958        | NP    |
| 10. | Paul Sauer                  |  | Ministre des terres et forêts                                                                      | 1958 - 1964        | NP    |
| 11. | W.A. Maree                  |  | Ministre des forêts                                                                                | 1964 - 1965        | NP    |
| 12. | Frank Waring                |  | Ministre des forêts                                                                                | 1965 - 1968        | NP    |
| 13. | Fanie Botha                 |  | Ministre des eaux et forêts                                                                        | 1968 - 1976        | NP    |
| 14. | Abraham Raubenheimer        |  | Ministre des eaux et forêts Ministre de l'Eau, des Forêts et de la Conservation de l'environnement | 1976 - 1980 - 1981 | NP    |
| 15. | Cornelis van der Merwe      |  | Ministre des eaux et forêts                                                                        | 1981 - 1982        | NP    |

De 1982 à 1990, le département ministériel des forêts est intégré dans le ministère de l'environnement.
| #   | Nom du ministre        |  | Nom du Ministère | période                                                     | parti |
| --- | ---------------------- |  | --- | ----------------------------------------------------------- | ----- |
| 16. | Gert Kotzé             |  | Ministre des eaux et forêts                                                                                          | 12 novembre 1990 - juillet 1991                             | NP    |
| 17. | Magnus Malan           |  | Ministre des eaux et forêts                                                                                          | juillet 1991 - février 1993                                 | NP    |
| 18. | Japie van Wyk          |  | Ministre de l'Eau et des Affaires environnementales Ministre des Affaires environnementales, de l'Eau et de la Forêt | février 1993 - décembre 1993 31 décembre 1993 - 10 mai 1994 | NP    |
| 19. | Kader Asmal            |  | Ministre des eaux et forêts                                                                                          | 11 mai 1994 - juin 1999                                     | ANC   |
| 20. | Ronnie Kasrils         |  | Ministre des eaux et forêts                                                                                          | 1999 - 2004                                                 | ANC   |
| 21. | Buyelwa Sonjica        |  | Ministre des eaux et forêts                                                                                          | 2004-2006                                                   | ANC   |
| 22. | Lindiwe Hendricks      |  | Ministre des eaux et forêts                                                                                          | 2006-2009                                                   | ANC   |
| 23. | Tina Joemat-Pettersson |  | Ministre de l'agriculture, des forêts et des pêches                                                                  | 11 mai 2009 - 25 mai 2014                                   | ANC   |
| 24. | Senzeni Zokwana        |  | Ministre de l'agriculture, des forêts et des pêches                                                                  | 25 mai 2014 - 31 mai 2019                                   | ANC   |
| 25. | Barbara Creecy         |  | Ministre de l'environnement, des forêts et des pêches                                                                | 31 mai 2019 - 3 juillet 2024                                | ANC   |
| 26. | Dion George            |  | Ministre de l'environnement, des forêts et des pêches                                                                | Depuis le 3 juillet 2024                                    | DA    |

## Liste des ministres adjoints de l'agriculture et des forêts (2009-2019)
| # | Nom du ministre | période                 | parti               |
| - | --------------- | ----------------------- | ------------------- |
| 1 | Pieter Mulder   | 2009-2014               | Front de la liberté |
| 2 | Bheki Cele      | 2014 - 2018             | ANC                 |
| 3 | Sfiso Buthelezi | février 2018 - mai 2019 | ANC                 |

### Note
1. ↑  La forêt disparait de l'intitulé ministériel mais le département ministériel concerné est intégré dans celui de l'environnement